# GL events
GL events é uma empresa francesa de negócios e entretenimento de médio porte fundada em 1978, sob o nome Polygones Services, por Olivier Ginon e três de seus amigos, Olivier Roux, Gilles Gouédard-Comte e Jacques Danger. Listado na Bolsa de Valores de Paris desde 1998.

## Atividades
- Engenharia e logística de eventos.
- Gestão de espaços para eventos.
- Organização de feiras, congressos e eventos.

GL events é o principal acionista do Lyon OU.